# 第一次マーフリーズバラの戦い
第一次マーフリーズバラの戦い（だいいちじマーフリーズバラのたたかい、英:First Battle of Murfreesboro）は、南北戦争中盤の1862年7月13日に、南軍のハートランド攻勢（ケンタッキー方面作戦）の一部として、テネシー州ラザフォード郡マーフリーズバラで行われた戦闘である。

## 背景
1862年6月10日、北軍のオハイオ軍を指揮するドン・カルロス・ビューエル少将はテネシー州チャタヌーガに向けて緩りとした進軍を開始した。チャタヌーガには同じく北軍のジェイムズ・S・ネグリー少将とその部隊が6月7日と8日に脅しを掛けていた。この脅威に対応してアメリカ連合国政府はネイサン・ベッドフォード・フォレスト准将をチャタヌーガに派遣して1個騎兵旅団を編成させた。7月までにフォレストとジョン・ハント・モーガン大佐の指揮下にある南軍騎兵隊が中部テネシーやケンタッキー州を襲って回った。この騎兵襲撃の中でもおそらく最も劇的なものは1862年7月13日にフォレストがマーフリーズバラの守備隊を捕獲したことだった。

## 戦闘
フォレストは7月9日に2個騎兵連隊でチャタヌーガを進発し、途上で他の部隊と合流して、総勢は約1,400名になっていた。主要な標的は、ナッシュビル・アンド・チャタヌーガ鉄道沿線にある北軍の重要な供給拠点であるマーフリーズバラを7月13日夜明けに叩くことだった。マーフリーズバラの守備隊は町の周り3箇所に宿営しており、7月12日に到着したばかりのトマス・ターピン・クリッテンデン准将の指揮下で歩兵、騎兵および砲兵からなる4部隊の分遣隊を含んでいた。7月13日の早朝4時15分から4時30分の間に、フォレストの騎兵隊がマーフリーズバラの東、ウッドベリー・パイクにいた北軍哨兵を急襲し、たちまち北軍の病院や第9ペンシルベニア騎兵連隊分遣隊の宿営地を制圧した。別の南軍部隊は他の北軍部隊の宿営地や監獄および郡庁舎を攻撃した。午後遅くまでに北軍部隊全てがフォレスト部隊に降伏した。南軍は北軍物資の大半を破壊し、その地域の鉄道レールを剥がしたが、この襲撃の最も大きな成果は、北軍の主力がチャタヌーガに向かうことから逸らさせたことだった。この襲撃とさらにモーガンのケンタッキー襲撃によって南軍ブラクストン・ブラッグ将軍がチャタヌーガにその軍勢を終結させ、9月初めにケンタッキー州に侵攻することを可能にした。